# 2020年東京オリンピックの南アフリカ選手団
2020年東京オリンピックの南アフリカ選手団（2020ねんとうきょうオリンピックのみなみアフリカせんしゅだん）は、2021年7月23日から8月8日にかけて日本の首都東京で開催された2020年東京オリンピックの南アフリカ選手団、およびその競技結果。

## メダル
| メダル | 選手名                   | 競技       | 種目           | 日付    |
| ------ | ------------------------ | ---------- | -------------- | ------- |
| 金     | タチアナ・スクンマーカー | 競泳       | 女子200m平泳ぎ | 7月30日 |
| 銀     | タチアナ・スクンマーカー | 競泳       | 女子100m平泳ぎ | 7月27日 |
| 銀     | ビアンカ・ベイテンダグ   | サーフィン | 女子           | 7月27日 |

## ラグビー
- 男子[1]